# Riflettanza
La riflettanza misura, in ottica, la capacità di riflettere parte della luce incidente su una data superficie o materiale. Essendo quindi il rapporto tra intensità del flusso radiante riflesso e intensità del flusso radiante incidente, è una grandezza adimensionale.

## Descrizione
Sottoposto ad irraggiamento termico o luminoso, ogni corpo ha una determinata proprietà di riflessione, assorbimento e trasmissione sia del calore radiativo, sia della luce. La riflettanza (ρ) rappresenta il potere riflettente di un corpo sottoposto a irraggiamento. Si tratta di un parametro percentuale adimensionale. La somma dei parametri di riflettanza (ρ), trasmittanza (τ) e assorbanza (α) dà sempre 1,
ossia: α + ρ + τ = 1 dimostrabile facilmente in quanto l'intero raggio radiante che giunge sul corpo con la sua energia si frammenta rispettando comunque la legge di conservazione dell'energia: una parte è riflessa, una parte è trasmessa, una parte è assorbita.
Il valore della riflettanza può essere calcolato utilizzando la seguente formula:
{\displaystyle \rho ={\frac {\Phi _{r}}{\Phi _{0}}}}
dove Φr e Φ0 sono rispettivamente il flusso luminoso riflesso e incidente.

## Modelli di riflessione

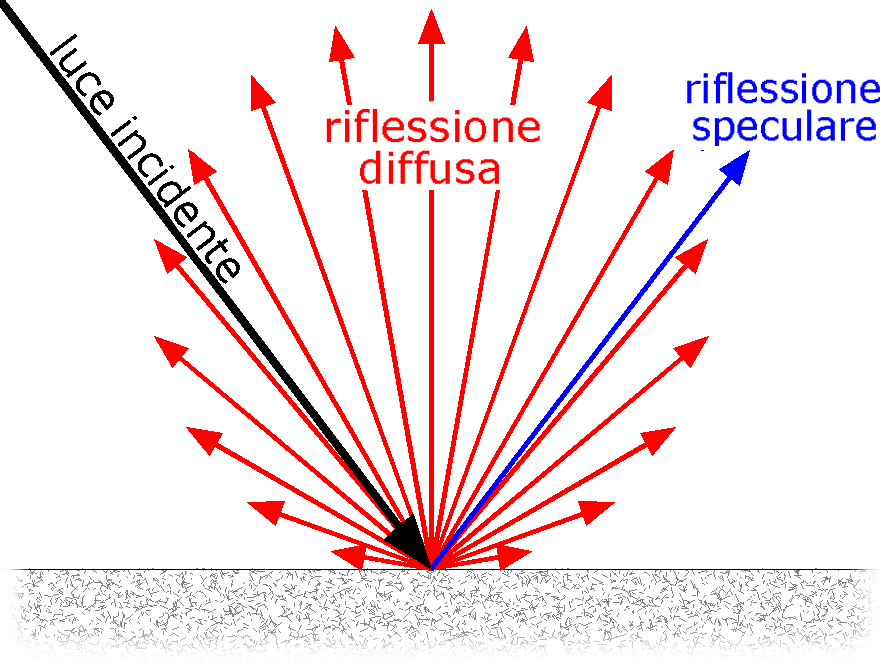
Riflessione diffusa e speculare.

Esistono due modelli che possono essere utilizzati per calcolare il flusso riflesso: il modello di riflessione perfettamente diffondente, o Lambertiano, e il modello di riflessione perfettamente speculare. Questi rappresentano i due casi limite e quindi possono approssimare bene solo il comportamento di pochi oggetti, mentre per la maggior parte dei casi reali la riflessione può essere considerata una via di mezzo fra i due casi limite.
Il modello di riflessione perfettamente diffondente prevede che la luce, dopo aver colpito la superficie, rimbalzi su di essa e si diffonda in tutte le direzioni dello spazio. Si può quindi considerare la superficie come una sorgente luminosa secondaria di forma sferica. Questo comportamento è tipico dei materiali scabri e opachi. Poiché l'intensità luminosa in direzione α (Iα), calcolata rispetto alla normale alla superficie, varia proporzionalmente al coseno di α,
{\displaystyle I_{\alpha }=I_{0}\cos \alpha }
e poiché lo stesso accade per la superficie apparente, la luminanza risulta costante in tutte le direzioni per questo modello. Infatti la luminanza si calcola come il rapporto fra intensità e superficie apparente, facendo sì che il coseno dell'angolo venga eliminato dall'equazione.
{\displaystyle L={\frac {I_{0}\cos \alpha }{A\cos \alpha }}={\frac {I_{0}}{A}}}
dove L è la luminanza e I0 è l'intensità luminosa in direzione normale rispetto alla superficie.
Il modello di riflessione perfettamente speculare, al contrario, prevede che il fascio luminoso colpisca la superficie di un corpo e venga riflesso in modo simmetrico rispetto alla normale alla superficie. Con questo modello si può approssimare bene il comportamento dei riflettori.

## Esempio pratico sulla luce
La riflettanza è la traiettoria che un'onda produce dopo aver urtato con una superficie piana, questa superficie verrà chiamata interfaccia. Quest'onda viaggia in un certo mezzo che chiameremo {\displaystyle \mu }.
Sapendo che la formula di un'onda elettrica è data da {\displaystyle \mathrm {E} \left(r,t\right)=\mathrm {E} e^{k.r-\omega .t}} con {\displaystyle \omega =vk} dove {\displaystyle \omega } rappresenta la pulsazione, {\displaystyle v} è la velocità della luce in un certo mezzo che viene uguagliato a {\displaystyle v={\frac {c}{\mu }}}, {\displaystyle r} è la traiettoria dell'onda, {\displaystyle t} è il tempo, {\displaystyle k} è un vettore incidente che viene indicato come {\displaystyle k={\frac {\omega \mu }{c}}}.
Il vettore {\displaystyle k} è scomposto da versori {\displaystyle k_{x}=k\sin(\theta )={\frac {\omega \mu }{c}}\sin(\theta )} sapendo che un'onda non subirà nessun tipo di cambiamento dopo l'urto di tipo riflettente tranne il cambio di direzione si ha formule simili dell'onda prima dell'urto, quindi {\displaystyle \mathrm {E} _{r}\left(r,t\right)=\mathrm {E} _{r}e^{k.r-\omega .t}} e {\displaystyle k_{r}={\frac {\omega \mu }{c}}} avendo anche come componente {\displaystyle K_{x}=K_{r}\sin(\theta _{r})={\frac {\omega \mu }{c}}\sin(\theta _{r})}.
Mettendo in relazioni entrambi i vettori {\displaystyle K} e {\displaystyle K_{r}}, poiché i loro moduli non cambiano, si ha che{\displaystyle {\frac {\omega \mu }{c}}\sin(\theta )={\frac {\omega \mu }{c}}\sin(\theta _{r})} e {\displaystyle \sin(\theta )=\sin(\theta _{r})} e quindi che {\displaystyle \theta =\theta _{r}}.

## Esempi
Il valore che assume la riflettanza per un particolare oggetto dipende dalle caratteristiche della sua superficie: le superfici molto scure tendono a valori prossimi a 0 mentre le superfici chiare possono arrivare ad avere valori compresi tra 0.7 e 0.85. Per ottenere valori di riflettanza prossima a 1 bisogna eseguire dei trattamenti specifici sull'oggetto che vengono generalmente effettuati per la produzione di riflettori.